# Fonticula
Fonticula es un género de protistas opistocontos de tipo moho mucilaginoso. Es un ameboide con cuerpo redondeado a partir del cual se extienden los filopodios. Puede formar agregaciones dentro de una matriz extracelular gelatinosa y quistes con pared celular. Los cuerpos fructíferos se forman a partir de agrupaciones celulares o seudoplasmodios, una característica única entre los opistocontos. Según análisis filogenéticos recientes Fonticula es el grupo hermano de Parvularia, un género de amebas con filopodios y ambos constituyen el taxón Fonticulida. En los árboles filogenéticos, Fonticulida junto a Nucleariida constituyen el grupo hermano de los hongos (Cristidiscoidea).

## Historia
Mientras trabajaba en la Universidad de Wisconsin en 1979, Ann Worley, Kenneth Raper y Marianne Hohl descubrieron este organismo, el cual no se ajustaba a ningún género reconocido de la familia de los mohos del limo (Acrasiomycetes). Los acrasiomicetos se pueden dividir en dos clases: Acrasidae y Dictyostelidae, según su característica morfológica; sin embargo, F. alba no encajaba realmente en ninguna de estas subclases, aunque compartía algunas características con ambas. Si bien F. alba se asemejaba a Acrasiomycetes, Worley et al. (1979) estaban convencidos de que su mejor ajuste taxonómico estaría en una nueva familia aún no descrita designada como Fonticulaceae, que contendría el género Fonticula. El nuevo nombre Fonticula es una referencia a la morfología del cuerpo fructífero: Fonti- del latín Fons ("fuente", "forma") y -cula, del diminutivo en latín culus ("pequeño tamaño").
Opisthokonta es un grupo eucariota excepcionalmente diverso que comparte ancestros con los hongos, animales e incluso algunos protistas (Brown et al., 2009). En 2009, se concluyó que el género Fonticula es parte del grupo no clasificado Opisthokonta. Brown et al. (2009) secuenciaron los genes codificados nucleares de Fonticula alba para el análisis filogenético y concluyeron que era un grupo hermano de las amebas filosas del género Nuclearia, y que Fonticula y Nuclearia son grupos hermanos de los hongos.